# Swedish Match Company Ltd
Ej att förväxla med Swedish Match AB
Swedish Match Company Ltd var en tändsticksföretag, registrerat i London, som bildades 1887 på initiativ av ägaren till Ystads Tändsticksfabrik Wilhelm Pettersson för att samla svenska tändsticksfabriker.  
Swedish Match Company förvärvade Ystads tändsticksfabrik i utbyte mot aktier. Pettersson blev verkställande direktör. Majoritetsägare var den brittiske medborgaren Edwin Caleb Warren. 
Åren 1887-1888 köpte företaget också fem andra tändsticksfabriker:
- Wäxiö Tändsticksfabrik
- Gustafsbergs Tändsticksfabrik, Kalmar
- Fredriksdahls Tändsticksfabrik, Kalmar
- J.F. Lindahls Tändsticksfabrik, Kalmar
- Lovers Tändsticksfabrik, Hagby

Swedish Match Company gick i konkurs 1889, men fick ackord och kunde därför fortsätta att driva rörelsen. Som chef anställdes Karl-Edvard Modig. I samband med bolagets konkurs lades driften i Gustafsbergs Tändsticksfabrik ned 1889, men återupptogs 1893 för att ersätta tillverkningen vid J.F. Lindahls tändsticksfabrik, som brunnit ned.
År 1913 bildade Ivar Kreuger AB Förenade Svenska Tändsticksfabriker ("Kalmartrusten"), vilket företag övertog fabrikerna i Swedish Match Company-gruppen.  
Från 1914 koncentrerade Förenade Svenska Tändsticksfabrikerna sim produktion i färre fabriker, varefter 1916 ett antal äldre fabriker lades ned, däribland Lovers Tändsticksfabrik. Förenade Svenska Tändsticksfabrikerna fusionerade därefter 1917 med Jönköpings och Vulcans Tändsticksfabriks AB ("Jönköpingstrusten") till Svenska Tändsticks AB (STAB), vilket innebar tillkomsten av ett svenskt tändsticksmonopol.